# Baldwin (Florida)
Baldwin ist eine Stadt im Duval County im US-Bundesstaat Florida. Das U.S. Census Bureau hat bei der Volkszählung 2020 eine Einwohnerzahl von 1.396 ermittelt.

## Geographie
Baldwin wird vom Stadtgebiet Jacksonvilles vollständig umschlossen und liegt im Westen des Duval Countys, innerhalb der Westside.

## Geschichte
Eine erste Besiedlung unter dem Namen Thigpen erfolgte 1846. Das Eisenbahnzeitalter in Thigpen begann 1858 mit dem Bau der Florida Railroad zwischen Fernandina und Starke. Der Name Thigpen wurde 1860 zu Ehren des Präsidenten der Florida, Atlantic and Gulf Central Railroad, Abel Seymour Baldwin, in Baldwin geändert. Dieser ließ in diesem Jahr eine zweite Bahnstrecke von Lake City über Baldwin nach Jacksonville erbauen. Eine weitere Bahnstrecke wurde 1899 durch die Jacksonville and Southwestern Railway von Jacksonville über Baldwin nach Newberry erbaut.
Während des Sezessionskrieges war der Ort eine Versorgungsstelle der Konföderierten, bis er am 15. August 1864 von Unionstruppen vollständig niedergebrannt wurde. Bis 1875 wurde der Ort wieder aufgebaut und alle Kriegsschäden beseitigt. 1885 zählte der Ort 250 Einwohner. Am 22. Mai 1913 wurde Baldwin offiziell zur Town erhoben.

## Demographische Daten
Laut der Volkszählung 2010 verteilten sich die damaligen 1425 Einwohner auf 664 Haushalte. Die Bevölkerungsdichte lag bei 259,1 Einw./km². 73,7 % der Bevölkerung bezeichneten sich als Weiße, 21,9 % als Afroamerikaner, 0,2 % als Indianer und 0,3 % als Asian Americans. 0,4 % gaben die Angehörigkeit zu einer anderen Ethnie und 3,5 % zu mehreren Ethnien an. 2,2 % der Bevölkerung bestand aus Hispanics oder Latinos.
Im Jahr 2010 lebten in 33,7 % aller Haushalte Kinder unter 18 Jahren sowie 28,9 % aller Haushalte Personen mit mindestens 65 Jahren. 64,6 % der Haushalte waren Familienhaushalte (bestehend aus verheirateten Paaren mit oder ohne Nachkommen bzw. einem Elternteil mit Nachkomme). Die durchschnittliche Größe eines Haushalts lag bei 2,42 Personen und die durchschnittliche Familiengröße bei 3,00 Personen.
26,3 % der Bevölkerung waren jünger als 20 Jahre, 26,7 % waren 20 bis 39 Jahre alt, 27,9 % waren 40 bis 59 Jahre alt und 19,0 % waren mindestens 60 Jahre alt. Das mittlere Alter betrug 37 Jahre. 45,2 % der Bevölkerung waren männlich und 54,8 % weiblich.
Das durchschnittliche Jahreseinkommen lag bei 28.958 $, dabei lebten 28,0 % der Bevölkerung unter der Armutsgrenze.
Im Jahr 2000 war Englisch die Muttersprache von 98,38 % der Bevölkerung und spanisch sprachen 1,62 %.

## Verkehr
Baldwin wird von den U.S. Highways 90 (SR 10) und 301 durchquert. Der nächste Flughafen ist der Jacksonville International Airport (rund 45 km nordöstlich).